# Marine Flasher
Die Marine Flasher war zunächst ein US-amerikanischer Truppentransporter, dann Passagierschiff und zuletzt Containerschiff.

## Geschichte
Das Truppentransportschiff des US-Serientyps C4-S-A3 wurde am 16. Mai 1945 als Baunummer 505 der Werft Kaiser Shipyards in Vancouver, Washington für die United States Maritime Commission vom Stapel gelassen und im selben Jahr von der War Shipping Administration als Marine Flasher in Dienst gestellt.
Nach Kriegsende wurde das Schiff 1946 an die Reederei United States Lines verchartert. Diese ließ die Marine Flasher zum Passagierschiff umbauen und betrieb sie bis 1949. Nachdem der amerikanische Präsident Harry S. Truman am 22. Dezember 1945 die als „Directive 225“ bezeichnete Executive Order unterzeichnet hatte, war die Marine Flasher im Mai 1946 das erste Schiff, welches unter dieser Direktive Vertriebene und Kriegsflüchtlinge in die Vereinigten Staaten transportierte. Es wurde bis 1948 auf weiteren Transporten dieser Art eingesetzt.
1949 gaben die United States Lines das Schiff an die United States Maritime Commission zurück, die es in der USMC-Reserve auflegte und 1966 an die Litton Industries Leasing Corporation in Wilmington veräußerte. Diese ließ es bei Ingalls Shipbuilding in Pascagoula mit einer neuen Mittelschiffssektion zum Containerschiff Long Beach umbauen. Danach wurde die Long Beach an die Reynolds Leasing Corporation verkauft und von Sea-Land für den Transatlantik-Dienst eingesetzt. 1988 strandete das Schiff bei San Juan und wurde zum Totalverlust. Am 20. März 1989 traf das Schiff bei der Chi Shun Hua Steel Company in Kaohsiung zum Abbruch ein.

## Bekannte Passagiere
- Vladka Meed (1921–2012), Widerstandskämpferin beim Aufstand im Warschauer Ghetto
- Leon Thorn (1906–1978), Rabbiner und Autor
- Richard May (1886–1970), Journalist und Schriftsteller

## Einzelbelege
1. ↑  TRU History – Truman Signs Directive 225, In: Truman Library Institute
2. ↑  The Sailings of the S.S. Marine Flasher, In: Seite des Joint Distribution Committee